# Karya, Nanjangud
Karya là một làng thuộc tehsil Nanjangud, huyện Mysore, bang Karnataka, Ấn Độ.